# 阿瓦什
阿瓦什是埃塞俄比亞中部的市集小鎮，由阿法爾州負責管轄，毗鄰阿瓦什國家公園，2005年人口11,053。1985年1月14日，一列在衣索比亞-吉布地鐵路上，行駛於阿迪斯阿貝巴─吉布提間的火車在阿瓦什出軌，造成超過428人死亡、500人受傷。